# Ras Al-Ghoul
Trdnjava Ras Al-Ghoul, stoji sredi oaze v okolici mesta Ghadamesa in je dokaz bogate zgodovine in arhitekturne moči regije. Trdnjava, za katero je značilno mogočno kamnito obzidje in strateška zasnova, je bila zgrajena pred stoletji, da bi zaščitila lokalne prebivalce pred vsiljivci, danes pa služi kot zanimiv spomin na preteklost. Ko se približa Ras Al-Ghoulu, je velikost njegove zgradbe osupljiva, enako velja za panoramske razglede iz njegovih razglednih točk. Obiskovalci lahko uživajo v širokem razgledu na okoliško puščavo, posejano s palmami in občasnimi nomadskimi šotori.
Med sprehodom po trdnjavi lahko turisti odkrijejo različne ostanke njenega zgodovinskega pomena, vključno s starodavnimi hodniki, stražnimi stolpi in zanimivimi arhitekturnimi detajli, ki pripovedujejo zgodbe o življenju, ki je nekoč obstajalo znotraj teh obzidij.